# Ewa (Nauru)

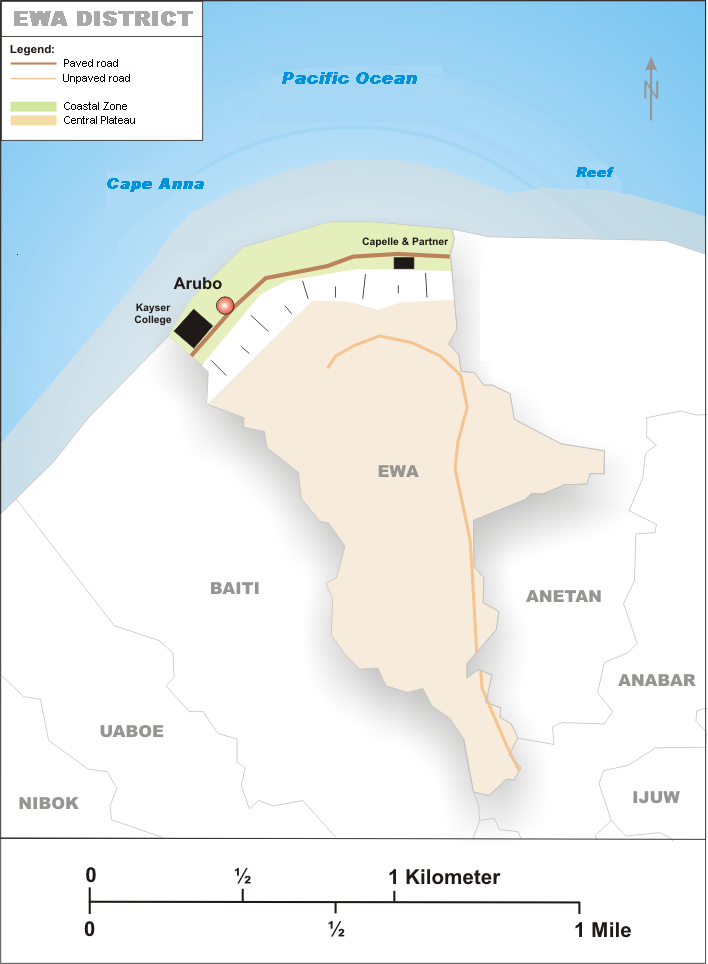
dystrykt Ewa

Ewa – jeden z dystryktów Republiki Nauru. Jego powierzchnia wynosi 1,17 km², ludność wynosi zaś 397 mieszkańców (2002).
W dystrykcie Ewa znajduje się szkoła techniczna Kayser College, jedyna szkoła średnia na wyspie, nazwana tak na cześć niemieckiego misjonarza Aloisa Kaysera.